# Acanaloniidae
Acanaloniidae (лат.) — семейство равнокрылых цикадовых насекомых из надсемейства Fulgoroidea (Homoptera). Около 80 видов.

## Описание
Среднего и мелкого размера цикадки (длина около 1 см) с прыгательными ногами. Надкрылья расположены вертикально (костальные и апикальные жилки без поперечных жилок). Задние голени без шипиков. В странах умеренного климата размеры мелкие (длина тела от 1 до 8 мм).
Фотография «зубчатых колёс» прыгательных задних ног Acanalonia conica, сделанная с помощью конфокальной микроскопии, стала одним из победителей последнего 11-го ежегодного конкурса научных фотографий «Olympus BioScapes 2014 (International Digital Imaging Competition)».

## Систематика
Около 80 видов и 8 родов (от 4 до 14 по разным взглядам). Иногда включалось в состав семейства Issidae (Fulgoroidea) в качестве подсемейства Acanaloniinae.
- Acanalonia Spinola, 1839[6]
- Aylaella Demir & Özdikmen, 2009
- Batusa Melichar, 1901
- Bulldolonia Gnezdilov, 2012[7]
- Chlorochara Stål, 1869
- Philatis Stål, 1862
- Thinea Melichar, 1914
- Thiscia Stål, 1862